# Nido de águilas (álbum)
Nido de Águilas es el nombre del séptimo álbum del cantautor español José Luis Perales, producido por Danilo Vaona y Rafael Trabucchelli. Fue publicado en 1981 por la discográfica española Hispavox (absorbida completamente por EMI en 1985).
Este disco continuaría su consolidación como uno de los más prestigiosos cantautores de la década de los '80.
Respecto a este álbum, Perales declaró:

«Al emprender la elaboración de un nuevo trabajo, mi preocupación más imperiosa es la de si podré superar en calidad mi trabajo anterior.
«Nido de águilas» es una obra que, como siempre, trata de ser digna y, desde luego, lo que sí puedo asegurar es que es sincera y está elaborada con el máximo esmero por parte, no sólo mía, sino de tantas personas capaces de realizar trabajos en los que la sensibilidad es su más acusada cualidad.
¿Por qué «Nido de águilas»? Para entenderlo habría que conocer esta hermosa y equilibrista Cuenca en la que Dios y la vida me ha permitido vivir.
Tomo entre mis manos un libro de ese gran poeta conquense Federico Muelas y leo...«Cuenca es ciudad inverosímil de casas colgadas. Casas que se precipitan hacia abajo desde las rocas y que alguien, con precisión pictórica, ha denominado así...nidos».
¿Y... las águilas? Son hermosas y libres, quizás por eso las admiro tanto".»
José Luis Perales, 1981.

De este álbum se editaron los siguientes dobles sencillos:
- Por ti/No sé, no sé (1981)
- Ella y él/Muchacho solitario (1981)
- Te quiero/Pequeño superman (1981)

## Listado de canciones

### Disco de vinilo
| Lado A |                            |                                                   |          |  |
| N.º    | Título                     | Música                                            | Duración |  |
| 1.     | «Te quiero»                | Danilo Vaona (Arreglos)                           |          |  |
| 2.     | «Muchacho solitario»       | Rafael Trabucchelli† y Agustín Serrano (Arreglos) |          |  |
| 3.     | «No soy uno más»           | Danilo Vaona (Arreglos)                           |          |  |
| 4.     | «Balada para un despedida» | Rafael Trabucchelli† y Agustín Serrano (Arreglos) |          |  |
| 5.     | «Pequeño superman»         | Rafael Trabucchelli† y Agustín Serrano (Arreglos) |          |  |
| 6.     | «Veinte años»              | Danilo Vaona (Arreglos)                           |          |  |

| Lado B |                |                                                                 |          |  |
| N.º    | Título         | Música                                                          | Duración |  |
| 1.     | «Ella y él»    | Rafael Trabucchelli† y Agustín Serrano (Arreglos)               |          |  |
| 2.     | «Por ti»       | Danilo Vaona (Arreglos)                                         |          |  |
| 3.     | «Mi soledad»   | Danilo Vaona, Rafael Trabucchelli† y Agustín Serrano (Arreglos) |          |  |
| 4.     | «No sé, no sé» | Danilo Vaona (Arreglos)                                         |          |  |
| 5.     | «Es la verdad» | Danilo Vaona (Arreglos)                                         |          |  |

| Lado A |                            |                                                   |          |  |
| N.º    | Título                     | Música                                            | Duración |  |
| 1.     | «Te quiero»                | Danilo Vaona (Arreglos)                           |          |  |
| 2.     | «Muchacho solitario»       | Rafael Trabucchelli† y Agustín Serrano (Arreglos) |          |  |
| 3.     | «No soy uno más»           | Danilo Vaona (Arreglos)                           |          |  |
| 4.     | «Balada para un despedida» | Rafael Trabucchelli† y Agustín Serrano (Arreglos) |          |  |
| 5.     | «Pequeño superman»         | Rafael Trabucchelli† y Agustín Serrano (Arreglos) |          |  |
| 6.     | «Veinte años»              | Danilo Vaona (Arreglos)                           |          |  |

| Lado B |                |                                                                 |          |  |
| N.º    | Título         | Música                                                          | Duración |  |
| 1.     | «Ella y él»    | Rafael Trabucchelli† y Agustín Serrano (Arreglos)               |          |  |
| 2.     | «Por ti»       | Danilo Vaona (Arreglos)                                         |          |  |
| 3.     | «Mi soledad»   | Danilo Vaona, Rafael Trabucchelli† y Agustín Serrano (Arreglos) |          |  |
| 4.     | «No sé, no sé» | Danilo Vaona (Arreglos)                                         |          |  |
| 5.     | «Es la verdad» | Danilo Vaona (Arreglos)                                         |          |  |

### CD
|       |                            |                                                                 |          |  |  |  |  |  |  |  |
| N.º   | Título                     | Música                                                          | Duración |  |  |  |  |  |  |  |
| 1.    | «Te quiero»                | Danilo Vaona (Arreglos)                                         | 3:50     |  |  |  |  |  |  |  |
| 2.    | «Muchacho solitario»       | Rafael Trabucchelli† y Agustín Serrano (Arreglos)               | 3:38     |  |  |  |  |  |  |  |
| 3.    | «No soy uno más»           | Danilo Vaona (Arreglos)                                         | 3:12     |  |  |  |  |  |  |  |
| 4.    | «Balada para un despedida» | Rafael Trabucchelli† y Agustín Serrano (Arreglos)               | 3:23     |  |  |  |  |  |  |  |
| 5.    | «Pequeño superman»         | Rafael Trabucchelli† y Agustín Serrano (Arreglos)               | 2:49     |  |  |  |  |  |  |  |
| 6.    | «Ella y él»                | Rafael Trabucchelli† y Agustín Serrano (Arreglos)               | 3:25     |  |  |  |  |  |  |  |
| 7.    | «Por ti»                   | Danilo Vaona (Arreglos)                                         | 2:42     |  |  |  |  |  |  |  |
| 8.    | «Mi soledad»               | Danilo Vaona, Rafael Trabucchelli† y Agustín Serrano (Arreglos) | 3:55     |  |  |  |  |  |  |  |
| 9.    | «No sé, no sé»             | Danilo Vaona (Arreglos)                                         | 3:33     |  |  |  |  |  |  |  |
| 10.   | «Es la verdad»             | Danilo Vaona (Arreglos)                                         | 3:42     |  |  |  |  |  |  |  |
| 38:01 |                            |                                                                 |          |  |  |  |  |  |  |  |

## Créditos y personal

### Músicos
- Arreglos
  - Danilo Vaona:
    - Lado A: 1, 3 y 6
    - Lado B: 3, 4 y 5

  - Rafael Trabucchelli† y Agustín Serrano:
    - Lado A: 2, 4 y 5
    - Lado B: 1, 2 y 3

### Personal de grabación y posproducción
- Todas las canciones compuestas por José Luis Perales
- Compañía discográfica: Hispavox
- Realización y dirección: Danilo Vaona y Rafael Trabucchelli†
- Fotografía: S. Carreño
- Fotomecánica: GROF
- Ingenieros de sonido: Ángel Barco y Bruno Malasoma

### Créditos y personal
- «DISCOGRAFÍA - NIDO DE ÁGUILAS». joseluisperales.net. 2012. Archivado desde el original el 26 de abril de 2012. Consultado el 15 de enero de 2013.

- Datos: Q6042739